# 2013년 12월 죽음
다음은 2013년 12월에 사망한 저명한 인물 목록이다.
- 12월 1일 - 미국의 군인 에드워드 헤프런
- 12월 2일
  - 미국의 배우 크리스토퍼 에반 웰치
  - 우루과이의 축구인 페드로 로차
- 12월 4일 - 영국의 육상 선수 맥도널드 베일리
- 12월 5일
  - 남아프리카공화국의 정치인 넬슨 만델라
  - 영국의 비평가 콜린 윌슨
- 12월 6일 - 미국의 배우 루이스 월던
- 12월 7일
  - 대한민국의 공학자 김철우
  - 일본의 배우 스마 케이
- 12월 8일
  - 미국의 배우 돈 밋첼
  - 오스트레일리아의 화학자 존 콘포스
- 12월 9일 - 미국의 배우 엘러너 파커
- 12월 10일
  - 미국의 기타리스트, 작곡가, 편곡가 짐 홀
  - 오스트레일리아의 TV 작가, TV 프로듀서 앨런 콜먼
- 12월 11일
  - 러시아의 시인, 작가 레지나 데리예프
  - 캐나다의 배우 게리 로빈스
- 12월 12일
  - 대한민국의 가수 김지훈
  - 미국의 배우 오드리 토터
  - 조선민주주의인민공화국의 정치인, 군인 장성택
- 12월 13일 - 조선민주주의인민공화국의 정치인 김국태
- 12월 14일
  - 대한민국의 군인, 교육행정가 백인엽
  - 영국의 배우 피터 오툴
- 12월 15일 - 영국, 미국의 배우 조앤 폰테인
- 12월 16일 - 미국의 컨트리 음악 가수, 작곡가, 기타리스트 레이 프라이스
- 12월 17일
  - 대한민국의 시민운동가, 언론인, 작가 김동주
  - 스페인의 로마 카톨릭교회 추기경 리카르도 마리아 카를레스 고르도
- 12월 19일 - 세르비아의 배우, 작가 루지차 소키치
- 12월 20일 - 러시아의 육상인 표트르 볼로트니코프
- 12월 21일 - 미국의 철학자, 논리학 교수 피터 기치
- 12월 22일 - 미국의 배우 레너드 잭슨
- 12월 23일 - 러시아의 군인, 화기 설계자 미하일 칼라시니코프
- 12월 24일
  - 일본의 영화 감독, 배우 와타나베 마모루
  - 캐나다의 애니메이터 프레더릭 백
- 12월 26일 - 대한민국의 법조인 김영준
- 12월 28일 - 러시아의 축구인 일리야 침발라리
- 12월 29일
  - 대한민국의 성우, 배우 이치우
  - 핀란드의 크로스컨트리 스키 선수 에로 맨튀란타
- 12월 31일 - 미국의 배우 제임스 에이버리